# Clayton (Idaho)
Pour les articles homonymes, voir Clayton.
Clayton est une ville américaine située dans le comté de Custer en Idaho.

## Démographie
| 1890 | 1900 | 1910 | 1920 | 1930 | 1940 |
| ---- | ---- | ---- | ---- | ---- | ---- |
| 252  | 186  | 170  | 215  | 311  | 114  |

| 1950 | 1960 | 1970 | 1980 | 1990 | 2000 |
| ---- | ---- | ---- | ---- | ---- | ---- |
| 100  | 75   | 36   | 43   | 26   | 27   |

| 2010 | - | - | - | - | - |
| ---- | - | - | - | - | - |
| 7    | - | - | - | - | - |

Selon le recensement de 2010, Clayton compte 7 habitants. La municipalité s'étend sur 0,01 mille carré (0,03 km2), ce qui en fait la plus petite de l'État, et également des États-Unis. .